# 托马斯·菲茨西蒙斯
托马斯·菲茨西蒙斯（Thomas Fitzsimons，1741年—1811年8月26日），是一位来自美国宾夕法尼亚州费城的商人、政治家。他代表宾夕法尼亚州陆续参加了大陆会议、制宪会议和美国国会。

## 生平
菲茨西蒙斯的祖先还无法考证，但一类说法称1741年10月，菲茨西蒙斯出生在爱尔兰伦斯特省北韦克斯福德。他的爱尔兰家庭成员的名字是“Fitzsymons”及其变体。在1750年代中期，他移民到费城，当时他的父亲很快逝世了。然而菲兹有足够的教育资源，使得他毕业后在一个商业公司担任财务会计。1761年11月23日，他娶了凯瑟琳·米德，并和她的弟弟乔治（是美国内战将军乔治·米德的祖父）成為了商业伙伴。他们的公司专营从事西印度群岛贸易，并在随后的41年中成功运作下去。

### 革命生涯
但是，他们的公司很快就被大英帝国的新经济政策所冲击，其中包括《1765年印花税法案》。基于这些考虑，菲茨西蒙斯成为费城爱尔兰商人社区的活跃分子，并于1771年，当选圣帕特里克之子社团的领袖，随后在1774年，组成一个指导委员会组织抗议《强制法案》。
当宾夕法尼亚开始动员和组织的民兵组织来对抗英国时，菲兹很快就参与战争。他担任自卫队队长，随后担任上校，跟随约翰·卡德瓦拉德将军指挥部队。最初他的营队在新泽西西线与当地民兵一同抵御的英国入侵。1776年，他率部参加特伦顿之战。在战役中，他曾在宾夕法尼亚安全委员会任职，并担任委员会领导，监督领导新成立的宾夕法尼亚州海军。在这个岗位上，他帮助组织宾夕法尼亚的战略资源，随后提供战备供应，包括船舶、和金钱，以支持宾夕法尼亚州及法国盟军。

### 政治生涯

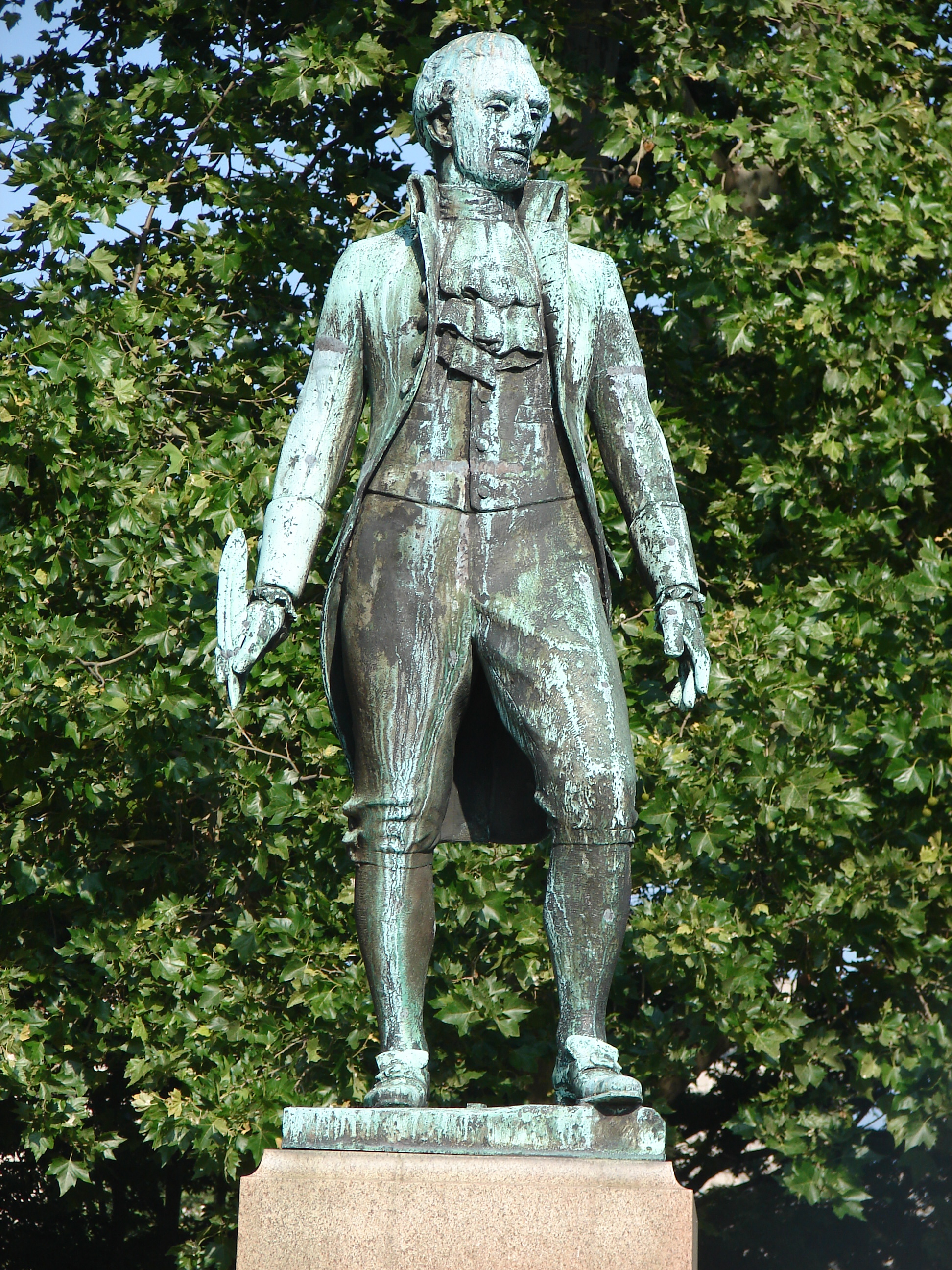
位于费城的菲茨西蒙斯雕塑

1782年、1783年，他担任宾夕法尼亚州代表，出席大陆国会。在1786年和1787年，他还是宾夕法尼亚州众议院议员。1787年，担任代表出席美国制宪会议。虽然不是制宪会议的领导成员，他仍旧支持建立一个强大的国家政府。结束奴隶制、增加美国国会的权力以征收进口和出口关税、使得众议院有权批准法案，使得美国参议院也具有条约签署的平等权力。在这些美国宪法的签署者之中，他是仅有的两个天主教教徒之一，另外一个是来自马里兰州的丹尼尔·卡罗尔。
在《美利坚合众国宪法》签署后，他担任在第三届众议院议员，期间他呼吁建立保护性关税和成立一支强大的海军，共同起草的1794年法令，授权建立起美国海军最原始的六艘护卫舰。1794年，菲茨西蒙斯未能赢得连任。他被约翰·斯旺尼克击败，后者在费城的十二个选区中赢得了七个选区，并拥有57%的支持票。这部分归因于公众舆论反对联邦党在威士忌暴乱中对叛乱的镇压。菲茨西蒙斯虽然不再担任某一职务，他在1798年，担任一个商人委员会，监督捐款后建立的一艘用于美法短暂冲突的军舰。1802年，他跟随随着塞缪尔·西特格里夫斯奔赴英国。

### 晚年
尽管退出政治，菲茨西蒙斯仍然活跃在民间和商业事务。他担任当地商会主席、宾夕法尼亚大学的受托人主席，特拉华保险公司的主任，并在1781年至1783年，任北美银行董事。他是一个银行的创始人，并积极支持成立乔治敦学院。菲茨西蒙斯随后还成立了北美保险公司。
1811年8月26日，托马斯死于费城，葬在圣玛丽天主教堂墓地，即今天的独立国家历史公园。